# Resultados do Campeonato Mundial de Atletismo de 1983
Este artigo contém os resultados detalhados do Campeonato Mundial de Atletismo de 1983, disputado na cidade de Helsínquia, na Finlândia.
| Corridas: 100 m - 200 m - 400 m - 800 m - 1 500 m - 3000 m - 5000 m - 10000 m - Maratona Obstáculos: 100 m barreiras - 110 m barreiras - 400 m barreiras - 3000 metros obstáculos Marcha: 20 km marcha - 50 km marcha Saltos: Altura - Comprimento - Triplo - Vara Lançamentos: Peso - Disco - Dardo - Martelo Estafetas: 4 x 100 m - 4 x 400 m Provas combinadas: Decatlo - Heptatlo |

## 100 metros
| Pos. | Atleta         | País                 | Marca |
| ---- | -------------- | -------------------- | ----- |
| 1    | Carl Lewis     | Estados Unidos       | 10"07 |
| 2    | Calvin Smith   | Estados Unidos       | 10"21 |
| 3    | Emmit King     | Estados Unidos       | 10"24 |
| 4    | Allan Wells    | Reino Unido          | 10"27 |
| 5    | Juan Nuñez     | República Dominicana | 10"29 |
| 6    | Christian Haas | Alemanha Ocidental   | 10"32 |
| 7    | Paul Narracott | Austrália            | 10"33 |
| 8    | Desai Williams | Canadá               | 10"36 |

| Pos. | Atleta                   | País              | Marca |
| ---- | ------------------------ | ----------------- | ----- |
| 1    | Marlies Oelsner-Göhr     | Alemanha Oriental | 10"97 |
| 2    | Marita Koch              | Alemanha Oriental | 11"02 |
| 3    | Diane Williams           | Estados Unidos    | 11"06 |
| 4    | Merlene Ottey            | Jamaica           | 11"19 |
| 5    | Angela Bailey            | Canadá            | 11"20 |
| 6    | Helinä Marjamaa          | Finlândia         | 11"24 |
| 7    | Angella Taylor-Issajenko | Canadá            | 11"30 |
| 8    | Evelyn Ashford           | Estados Unidos    | DNF   |

## 200 metros
| Pos. | Atleta                | País              | Marca |
| ---- | --------------------- | ----------------- | ----- |
| 1    | Calvin Smith          | Estados Unidos    | 20"14 |
| 2    | Elliott Quow          | Estados Unidos    | 20"41 |
| 3    | Pietro Mennea         | Itália            | 20"51 |
| 4    | Allan Wells           | Reino Unido       | 20"52 |
| 5    | Frank Emmelmann       | Alemanha Oriental | 20"55 |
| 6    | Innocent Egbunike     | Nigéria           | 20"63 |
| 7    | Carlo Simionato       | Itália            | 20"69 |
| 8    | João Batista da Silva | Brasil            | 20"80 |

| Pos. | Atleta                   | País              | Marca |
| ---- | ------------------------ | ----------------- | ----- |
| 1    | Marita Koch              | Alemanha Oriental | 22"13 |
| 2    | Merlene Ottey            | Jamaica           | 22"19 |
| 3    | Kathy Smallwood-Cook     | Reino Unido       | 22"37 |
| 4    | Florence Griffith-Joyner | Estados Unidos    | 22"46 |
| 5    | Grace Jackson            | Jamaica           | 22"63 |
| 6    | Anelia Nuneva            | Bulgária          | 22"68 |
| 7    | Angela Bailey            | Canadá            | 22"93 |
| 8    | Ewa Kasprzyk             | Polónia           | 23"03 |

## 400 metros
| Pos. | Atleta             | País               | Marca |
| ---- | ------------------ | ------------------ | ----- |
| 1    | Bert Cameron       | Jamaica            | 45"05 |
| 2    | Michael Franks     | Estados Unidos     | 45"22 |
| 3    | Sunder Nix         | Estados Unidos     | 45"24 |
| 4    | Erwin Skamrahl     | Alemanha Ocidental | 45"37 |
| 5    | Hartmut Weber      | Alemanha Ocidental | 45"49 |
| 6    | Thomas Schönlebe   | Alemanha Oriental  | 45"50 |
| 7    | Michael Paul       | Trinidad e Tobago  | 45"80 |
| 8    | Gerson A. de Souza | Brasil             | 45"91 |

| Pos. | Atleta                | País               | Marca      |
| ---- | --------------------- | ------------------ | ---------- |
| 1    | Jarmila Kratochvílová | Tchecoslováquia    | 47"99 (WR) |
| 2    | Taťána Kocembová      | Tchecoslováquia    | 48"59      |
| 3    | Mariya Pinigina       | União Soviética    | 49"19      |
| 4    | Gaby Bussmann         | Alemanha Ocidental | 49"75      |
| 5    | Marita Payne          | Canadá             | 50"06      |
| 6    | Irina Baskakova       | União Soviética    | 50"48      |
| 7    | Dagmar Neubauer       | Alemanha Oriental  | 50"48      |
| 8    | Rosalyn Bryant        | Estados Unidos     | 50"66      |

## 800 metros
| Pos. | Atleta            | País               | Marca   |
| ---- | ----------------- | ------------------ | ------- |
| 1    | Willi Wülbeck     | Alemanha Ocidental | 1'43"65 |
| 2    | Rob Druppers      | Países Baixos      | 1'44"20 |
| 3    | Joaquim Cruz      | Brasil             | 1'44"27 |
| 4    | Peter Elliott     | Reino Unido        | 1'44"87 |
| 5    | James Robinson    | Estados Unidos     | 1'45"12 |
| 6    | Agberto Guimarães | Brasil             | 1'45"46 |
| 7    | Hans-Peter Ferner | Alemanha Ocidental | 1'45"74 |
| 8    | David Patrick     | Estados Unidos     | 1'46"56 |

| Pos. | Atleta                 | País               | Marca   |
| ---- | ---------------------- | ------------------ | ------- |
| 1    | Jarmila Kratochvílová  | Tchecoslováquia    | 1'54"68 |
| 2    | Lyubov Gurina          | União Soviética    | 1'56"11 |
| 3    | Yekaterina Podkopayeva | União Soviética    | 1'57"58 |
| 4    | Margrit Klinger        | Alemanha Ocidental | 1'58"11 |
| 5    | Robin Campbell         | Estados Unidos     | 2'00"03 |
| 6    | Doina Melinte          | Roménia            | 2'00"13 |
| 7    | Milena Matejkovicová   | Tchecoslováquia    | 2'01"72 |
| 8    | Antje Schröder         | Alemanha Oriental  | 2'02"13 |

## 1500 metros
| Pos. | Atleta              | País              | Marca   |
| ---- | ------------------- | ----------------- | ------- |
| 1    | Steve Cram          | Reino Unido       | 3'41"59 |
| 2    | Steve Scott         | Estados Unidos    | 3'41"87 |
| 3    | Saïd Aouita         | Marrocos          | 3'42"02 |
| 4    | Steve Ovett         | Reino Unido       | 3'42"34 |
| 5    | José Manuel Abascal | Espanha           | 3'42"47 |
| 6    | Pierre Délèze       | Suíça             | 3'43"69 |
| 7    | Andreas Busse       | Alemanha Oriental | 3'43"72 |
| 8    | Dragan Zdravković   | Iugoslávia        | 3'43"75 |

| Pos. | Atleta                 | País            | Marca   |
| ---- | ---------------------- | --------------- | ------- |
| 1    | Mary Decker            | Estados Unidos  | 4'00"90 |
| 2    | Zamira Zaitseva        | União Soviética | 4'01"19 |
| 3    | Yekaterina Podkopayeva | União Soviética | 4'02"25 |
| 4    | Ravilya Agletdinova    | União Soviética | 4'02"67 |
| 5    | Wendy Sly              | Reino Unido     | 4'04"14 |
| 6    | Doina Melinte          | Roménia         | 4'04"42 |
| 7    | Gabriella Dorio        | Itália          | 4'04"73 |
| 8    | Brit McRoberts         | Canadá          | 4'05"73 |

## 5000 metros/3000 metros
| Pos. | Atleta             | País               | Marca    |
| ---- | ------------------ | ------------------ | -------- |
| 1    | Eamonn Coghlan     | Irlanda            | 13'28"53 |
| 2    | Werner Schildhauer | Alemanha Oriental  | 13'30"20 |
| 3    | Martti Vainio      | Finlândia          | 13'30"34 |
| 4    | Dmitriy Dmitriyev  | União Soviética    | 13'30"38 |
| 5    | Doug Padilla       | Estados Unidos     | 13'32"08 |
| 6    | Thomas Wessinghage | Alemanha Ocidental | 13'32"46 |
| 7    | Wodajo Bulti       | Etiópia            | 13'34"03 |
| 8    | Dietmar Millonig   | Áustria            | 13'36"08 |

| Pos. | Atleta               | País               | Marca        |
| ---- | -------------------- | ------------------ | ------------ |
| 1    | Mary Decker          | Estados Unidos     | 8'34"62      |
| 2    | Brigitte Kraus       | Alemanha Ocidental | 8'35"11      |
| 3    | Tatyana Kazankina    | União Soviética    | 8'35"13      |
| 4    | Svetlana Ulmasova    | União Soviética    | 8'35"55      |
| 5    | Wendy Sly            | Reino Unido        | 8'37"06      |
| 6    | Agnese Possamai      | Itália             | 8'37"96 (RN) |
| 7    | Jane Furniss-Shields | Reino Unido        | 8'45"69      |
| 8    | Natalya Artyomova    | União Soviética    | 8'47"98      |

## 10000 metros
| Pos. | Atleta             | País               | Marca    |
| ---- | ------------------ | ------------------ | -------- |
| 1    | Alberto Cova       | Itália             | 28'01"04 |
| 2    | Werner Schildhauer | Alemanha Oriental  | 28'01"18 |
| 3    | Hansjörg Kunze     | Alemanha Oriental  | 28'01"26 |
| 4    | Martti Vainio      | Finlândia          | 28'01"37 |
| 5    | Gidamis Shahanga   | Tanzânia           | 28'01"93 |
| 6    | Carlos Lopes       | Portugal           | 28'06"78 |
| 7    | Nick Rose          | Reino Unido        | 28'07"53 |
| 8    | Christoph Herle    | Alemanha Ocidental | 28'09"05 |

| Pos. | Atleta          | País           | Marca    |
| ---- | --------------- | -------------- | -------- |
| 9    | Mohamed Kedir   | Etiópia        | 28'09"92 |
| 10   | Bekele Debele   | Etiópia        | 28'11"13 |
| 11   | António Prieto  | Espanha        | 28'11"57 |
| 12   | Steve Jones     | Reino Unido    | 28'15"03 |
| 13   | Mark Nenow      | Estados Unidos | 28'17"28 |
| 14   | Fernando Mamede | Portugal       | 28'18"39 |
| 15   | Bill McChesney  | Estados Unidos | 28'34"46 |
| 16   | José Gomez      | México         | 28'42"61 |

## Maratona
| Pos. | Atleta              | País              | Marca   |
| ---- | ------------------- | ----------------- | ------- |
| 1    | Robert de Castella  | Austrália         | 2h10'03 |
| 2    | Kebede Balcha       | Etiópia           | 2h10'27 |
| 3    | Waldemar Cierpinski | Alemanha Oriental | 2h10'37 |
| 4    | Kjell-Erik Ståhl    | Suécia            | 2h10'38 |
| 5    | Agapius Masonga     | Tanzânia          | 2h10'42 |
| 6    | Armand Parmentier   | Bélgica           | 2h10'57 |
| 7    | Gianni Poli         | Itália            | 2h11'05 |
| 8    | Hugh Jones          | Reino Unido       | 2h11'15 |

| Pos. | Atleta                  | País            | Marca   |
| ---- | ----------------------- | --------------- | ------- |
| 1    | Grete Waitz             | Noruega         | 2h28'09 |
| 2    | Marianne Dickerson      | Estados Unidos  | 2h31'09 |
| 3    | Raisa Katyukova         | União Soviética | 2h31'13 |
| 4    | Rosa Mota               | Portugal        | 2h31'50 |
| 5    | Jacqueline Gareau       | Canadá          | 2h32'35 |
| 6    | Laura Fogli             | Itália          | 2h33'31 |
| 7    | Regina Joyce            | Irlanda         | 2h33'52 |
| 8    | Tuija Toivonen-Jousimaa | Finlândia       | 2h34'14 |

## 20 km marcha
| Pos. | Atleta             | País            | Marca   |
| ---- | ------------------ | --------------- | ------- |
| 1    | Ernesto Canto      | México          | 1h20'49 |
| 2    | Jozef Pribilinec   | Tchecoslováquia | 1h20'59 |
| 3    | Yevgeniy Yevsyukov | União Soviética | 1h21'08 |
| 4    | José Marín         | Espanha         | 1h21'21 |
| 5    | Gérard Lelièvre    | França          | 1h21'37 |
| 6    | Pavol Blazek       | Tchecoslováquia | 1h21'54 |
| 7    | Maurizio Damilano  | Itália          | 1h21'57 |
| 8    | Guillaume Leblanc  | Canadá          | 1h22'04 |

## 50 km marcha
| Pos. | Atleta            | País              | Marca   |
| ---- | ----------------- | ----------------- | ------- |
| 1    | Ronald Weigel     | Alemanha Oriental | 3h43'08 |
| 2    | José Marín        | Espanha           | 3h43'42 |
| 3    | Sergey Yung       | União Soviética   | 3h49'03 |
| 4    | Reima Salonen     | Finlândia         | 3h52'53 |
| 5    | Raul González     | México            | 3h53'51 |
| 6    | François Lapointe | Canadá            | 3h53'57 |
| 7    | Sandro Bellucci   | Itália            | 3h55'38 |
| 8    | Viktor Dorovskikh | União Soviética   | 3h56'02 |

## 110 metros barreiras/100 metros barreiras
| Pos. | Atleta           | País              | Marca |
| ---- | ---------------- | ----------------- | ----- |
| 1    | Greg Foster      | Estados Unidos    | 13"42 |
| 2    | Arto Bryggare    | Finlândia         | 13"46 |
| 3    | Willie Gault     | Estados Unidos    | 13"48 |
| 4    | Mark McKoy       | Canadá            | 13"56 |
| 5    | Thomas Munkelt   | Alemanha Oriental | 13"66 |
| 6    | György Bakos     | Hungria           | 13"68 |
| 7    | Ventsislav Radev | Bulgária          | 13"73 |
| 8    | Sam Turner       | Estados Unidos    | 13"82 |

| Pos. | Atleta                  | País              | Marca |
| ---- | ----------------------- | ----------------- | ----- |
| 1    | Bettine Jahn            | Alemanha Oriental | 12"35 |
| 2    | Kerstin Knabe           | Alemanha Oriental | 12"42 |
| 3    | Ginka Zagorcheva        | Bulgária          | 12"62 |
| 4    | Natalya Petrova         | União Soviética   | 12"67 |
| 5    | Shirley Strong          | Reino Unido       | 12"78 |
| 6    | Yelena Biserova         | União Soviética   | 12"80 |
| 7    | Cornelia Oschkenat      | Alemanha Oriental | 12"94 |
| 8    | Benita Fitzgerald-Brown | Estados Unidos    | 12"99 |

## 400 metros barreiras
| Pos. | Atleta            | País               | Marca |
| ---- | ----------------- | ------------------ | ----- |
| 1    | Edwin Moses       | Estados Unidos     | 47"50 |
| 2    | Harald Schmid     | Alemanha Ocidental | 48"61 |
| 3    | Aleksandr Kharlov | União Soviética    | 49"03 |
| 4    | Sven Nylander     | Suécia             | 49"06 |
| 5    | André Phillips    | Estados Unidos     | 49"24 |
| 6    | David Lee         | Estados Unidos     | 49"32 |
| 7    | Amadou Dia Ba     | Senegal            | 49"61 |
| 8    | Ryszard Szparak   | Polónia            | 49"78 |

| Pos. | Atleta                | País              | Marca |
| ---- | --------------------- | ----------------- | ----- |
| 1    | Yekaterina Fesenko    | União Soviética   | 54"14 |
| 2    | Anna Ambraziene       | União Soviética   | 54"15 |
| 3    | Ellen Neumann-Fiedler | Alemanha Oriental | 54"55 |
| 4    | Petra Pfaff           | Alemanha Oriental | 54"64 |
| 5    | Petra Krug            | Alemanha Oriental | 54"76 |
| 6    | Ann-Louise Skoglund   | Suécia            | 54"80 |
| 7    | Susan Morley          | Reino Unido       | 56"04 |
| 8    | Cristieana Cojocaru   | Roménia           | 56"26 |

## 3000 metros obstáculos
| Pos. | Atleta            | País               | Marca   |
| ---- | ----------------- | ------------------ | ------- |
| 1    | Patriz Ilg        | Alemanha Ocidental | 8'15"06 |
| 2    | Bogusław Mamiński | Polónia            | 8'17"03 |
| 3    | Colin Reitz       | Reino Unido        | 8'17"75 |
| 4    | Joseph Mahmoud    | França             | 8'18"32 |
| 5    | Roger Hackney     | Reino Unido        | 8'19"38 |
| 6    | Graeme Fell       | Canadá             | 8'20"01 |
| 7    | Julius Korir      | Quênia             | 8'20"11 |
| 8    | Henry Marsh       | Estados Unidos     | 8'20"45 |

## Estafeta 4 x 100 metros
| Pos. | Atleta                                                                  | País               | Marca      |
| ---- | ----------------------------------------------------------------------- | ------------------ | ---------- |
| 1    | Emmit King Willie Gault Calvin Smith Carl Lewis                         | Estados Unidos     | 37"86 (WR) |
| 2    | Stefano Tilli Carlo Simionato Pierfrancesco Pavoni Pietro Mennea        | Itália             | 38"37 (RN) |
| 3    | Andrey Prokofyev Nikolay Sidorov Vladimir Muravyov Viktor Bryzgin       | União Soviética    | 38"41      |
| 4    | Andreas Knebel Thomas Schröder Jens Hubler Frank Emmelmann              | Alemanha Oriental  | 38"51      |
| 5    | Werner Bastians Christian Haas Jürgen Evers Andreas Rizzi               | Alemanha Ocidental | 38"56      |
| 6    | Krzysztof Zwolinski Zenon Licznerski Czeslaw Pradzynski Marian Woronin  | Polónia            | 38"72      |
| 7    | George Walcott Raymond Stewart Leroy Reid Colin Bradford                | Jamaica            | 38"75      |
| 8    | Thierry François Marc Gasparoni Antoine Richard Jean-Jacques Boussemart | França             | 38"98      |

| Pos. | Atleta                                                                        | País              | Marca |
| ---- | ----------------------------------------------------------------------------- | ----------------- | ----- |
| 1    | Silke Gladisch-Möller Marita Koch Ingrid Auerswald-Lange Marlies Oelsner-Göhr | Alemanha Oriental | 41"76 |
| 2    | Joan Baptiste Kathy Smallwood Beverley Callender Shirley Thomas               | Reino Unido       | 42"71 |
| 3    | Leleith Hodges Jacqueline Pusey Juliet Cuthbert Merlene Ottey                 | Jamaica           | 42"73 |
| 4    | Ginka Zagorcheva Anelia Nuneva Nadezhda Georgieva Pepa Pavlova                | Bulgária          | 42"93 |
| 5    | Angela Bailey Marita Payne Tanya Brothers Molly Killingbeck                   | Canadá            | 43"05 |
| 6    | Lyudmila Kondratyeva Yelena Vinogradova Irina Olkhovnikova Olga Antonova      | União Soviética   | 43"22 |
| 7    | Marie-France Loval Marie-Christine Cazier Rose-Aimée Bacoul Liliane Gaschet   | França            | 43"40 |
| 8    | Jarmila Nygrýnová Stepanka Sokolova Radislava Soborova Eva Murková            | Tchecoslováquia   | 43"78 |

## Estafeta 4 x 400 metros
| Pos. | Atleta                                                                | País               | Marca   |
| ---- | --------------------------------------------------------------------- | ------------------ | ------- |
| 1    | Sergey Lovachov Aleksandr Troshchilo Nikolay Chernetsky Viktor Markin | União Soviética    | 3'00"79 |
| 2    | Erwin Skamrahl Jörg Vaihinger Harald Schmid Hartmut Weber             | Alemanha Ocidental | 3'01"83 |
| 3    | Ainsley Bennett Garry Cook Todd Bennett Philip Brown                  | Reino Unido        | 3'03"53 |
| 4    | Miroslav Zahorak Petr Brecka Dušan Malovec Ján Tomko                  | Tchecoslováquia    | 3'03"90 |
| 5    | Stefano Malinverni Donato Sabià Mauro Zuliani Roberto Ribaud          | Itália             | 3'05"10 |
| 6    | Alonzo Babers Sunder Nix Willie Smith Edwin Moses                     | Estados Unidos     | 3'05"29 |
| 7    | Tommy Johansson Eric Josjö Per-Erik Olsson Ulf Sedlacek               | Suécia             | 3'08"57 |
| 8    | Ryszard Wichrowski Ryszard Szparak Andrzej Stepien Ryszard Podlas     | Polónia            | DNF     |

| Pos. | Atleta                                                                         | País               | Marca   |
| ---- | ------------------------------------------------------------------------------ | ------------------ | ------- |
| 1    | Gesine Walther Sabine Busch Marita Koch Dagmar Neubauer                        | Alemanha Oriental  | 3'19"73 |
| 2    | Tatána Kocembová Milena Matejkovicova Zuzana Moravcikova Jarmila Kratochvílová | Tchecoslováquia    | 3'20"32 |
| 3    | Yelena Didilenko Marina Ivanova- Irina Baskakova Mariya Pinigina               | União Soviética    | 3'21"16 |
| 4    | Charmaine Crooks Jillian Richardson Molly Killingbeck Marita Payne             | Canadá             | 3'27"41 |
| 5    | Roberta Belle Easter Gabriel Rosalyn Bryant Denean Howard-Hill                 | Estados Unidos     | 3'27"57 |
| 6    | Rita Daimer Ute Thimm Gisela Gottwald Gaby Bussmann                            | Alemanha Ocidental | 3'29"43 |
| 7    | Svobodka Damyanova Rositsa Stamenova Katya Ilieva Galina Penkova               | Bulgária           | 3'30"36 |
| 8    | Iulia Radu Daniela Matei Cristieana Cojocaru-Matei Elena Lina                  | Roménia            | 3'35"61 |

## Salto em altura
| Pos. | Atleta             | País               | Marca  |
| ---- | ------------------ | ------------------ | ------ |
| 1    | Gennadiy Avdeyenko | União Soviética    | 2.32 m |
| 2    | Tyke Peacock       | Estados Unidos     | 2.32 m |
| 3    | Zhu Jianhua        | China              | 2.29 m |
| 4    | Dietmar Mögenburg  | Alemanha Ocidental | 2.29 m |
| 4    | Igor Paklin        | União Soviética    | 2.29 m |
| 6    | Dwight Stones      | Estados Unidos     | 2.29 m |
| 7    | Carlo Thränhardt   | Alemanha Ocidental | 2.26 m |
| 8    | Valeriy Sereda     | União Soviética    | 2.26 m |

| Pos. | Atleta             | País               | Marca  |
| ---- | ------------------ | ------------------ | ------ |
| 1    | Tamara Bykova      | União Soviética    | 2.01 m |
| 2    | Ulrike Meyfarth    | Alemanha Ocidental | 1.99 m |
| 3    | Louise Ritter      | Estados Unidos     | 1.95 m |
| 4    | Coleen Sommer      | Estados Unidos     | 1.95 m |
| 5    | Kerstin Brandt     | Alemanha Oriental  | 1.92 m |
| 6    | Debbie Brill       | Canadá             | 1.88 m |
| 7    | Susanne Helm-Beyer | Alemanha Oriental  | 1.88 m |
| 8    | Olga Juha          | Hungria            | 1.88 m |

## Salto em comprimento
| Pos. | Atleta         | País           | Marca  |
| ---- | -------------- | -------------- | ------ |
| 1    | Carl Lewis     | Estados Unidos | 8.55 m |
| 2    | Jason Grimes   | Estados Unidos | 8.29 m |
| 3    | Mike Conley    | Estados Unidos | 8.12 m |
| 4    | László Szalma  | Hungria        | 8.12 m |
| 5    | Nenad Stekić   | Iugoslávia     | 8.09 m |
| 6    | Gary Honey     | Austrália      | 8.06 m |
| 7    | Antonio Corgos | Espanha        | 8.06 m |
| 8    | Yusuf Alli     | Nigéria        | 7.89 m |

| Pos. | Atleta                  | País              | Marca  |
| ---- | ----------------------- | ----------------- | ------ |
| 1    | Heike Daute             | Alemanha Oriental | 7.27 m |
| 2    | Anişoara Cuşmir-Stanciu | Roménia           | 7.15 m |
| 3    | Carol Lewis             | Estados Unidos    | 7.04 m |
| 4    | Tatyana Proskuryakova   | União Soviética   | 7.02 m |
| 5    | Beverly Kinch           | Reino Unido       | 6.93 m |
| 6    | Zsuzsa Vanyek           | Hungria           | 6.81 m |
| 7    | Eva Murková             | Tchecoslováquia   | 6.80 m |
| 8    | Robyn Lorraway          | Austrália         | 6.65 m |

## Salto com vara
| Pos. | Atleta                | País            | Marca  |
| ---- | --------------------- | --------------- | ------ |
| 1    | Sergey Bubka          | União Soviética | 5.70 m |
| 2    | Konstantin Volkov     | União Soviética | 5.60 m |
| 3    | Atanas Tarev          | Bulgária        | 5.60 m |
| 4    | Tadeusz Slusarski     | Polónia         | 5.55 m |
| 5    | Tom Hintnaus          | Brasil          | 5.50 m |
| 6    | Patrick Abada         | França          | 5.50 m |
| 7    | Miro Zalar            | Suécia          | 5.50 m |
| 8    | Thierry Vigneron      | França          | 5.40 m |
| 8    | Wladyslaw Kozakiewicz | Polónia         | 5.40 m |

## Triplo salto
| Pos. | Atleta            | País            | Marca   |
| ---- | ----------------- | --------------- | ------- |
| 1    | Zdzislaw Hoffmann | Polónia         | 17.42 m |
| 2    | Willie Banks      | Estados Unidos  | 17.18 m |
| 3    | Ajayi Agbebaku    | Nigéria         | 17.18 m |
| 4    | Mike Conley       | Estados Unidos  | 17.13 m |
| 5    | Vlastimil Marinec | Tchecoslováquia | 17.13 m |
| 6    | Ján Cado          | Tchecoslováquia | 17.06 m |
| 7    | Bela Bakosi       | Hungria         | 16.83 m |
| 8    | Al Joyner         | Estados Unidos  | 16.76 m |

## Lançamento do dardo
| Pos. | Atleta           | País               | Marca   |
| ---- | ---------------- | ------------------ | ------- |
| 1    | Detlef Michel    | Alemanha Oriental  | 89.48 m |
| 2    | Tom Petranoff    | Estados Unidos     | 85.60 m |
| 3    | Dainis Kula      | União Soviética    | 85.58 m |
| 4    | Heino Puuste     | União Soviética    | 84.56 m |
| 5    | Per Olsen Erling | Noruega            | 83.54 m |
| 6    | Kenth Eldebrink  | Suécia             | 83.28 m |
| 7    | Zdenek Adamec    | Tchecoslováquia    | 81.30 m |
| 8    | Klaus Tafelmeier | Alemanha Ocidental | 80.42 m |

| Pos. | Atleta           | País               | Marca   |
| ---- | ---------------- | ------------------ | ------- |
| 1    | Tiina Lillak     | Finlândia          | 70.82 m |
| 2    | Fatima Whitbread | Reino Unido        | 69.14 m |
| 3    | Anna Verouli     | Grécia             | 65.72 m |
| 4    | Tessa Sanderson  | Reino Unido        | 64.76 m |
| 5    | Eva Raduly-Zörgö | Roménia            | 63.86 m |
| 6    | Tuula Laaksalo   | Finlândia          | 62.44 m |
| 7    | Beate Peters     | Alemanha Ocidental | 62.42 m |
| 8    | María Colón      | Cuba               | 62.04 m |

## Lançamento do disco
| Pos. | Atleta                | País              | Marca   |
| ---- | --------------------- | ----------------- | ------- |
| 1    | Imrich Bugár          | Tchecoslováquia   | 67.72 m |
| 2    | Luis Delís            | Cuba              | 67.36 m |
| 3    | Gejza Valent          | Tchecoslováquia   | 66.08 m |
| 4    | Ari Huumonen          | Finlândia         | 65.44 m |
| 5    | Jürgen Schult         | Alemanha Oriental | 64.92 m |
| 6    | Georgiy Kolnootchenko | União Soviética   | 64.74 m |
| 7    | Juan Martínez         | Cuba              | 64.26 m |
| 8    | Art Burns             | Estados Unidos    | 63.22 m |

| Pos. | Atleta                | País              | Marca   |
| ---- | --------------------- | ----------------- | ------- |
| 1    | Martina Hellmann      | Alemanha Oriental | 68.94 m |
| 2    | Galina Murashova      | União Soviética   | 67.44 m |
| 3    | Maria Vergova-Petkova | Bulgária          | 66.44 m |
| 4    | Tsvetanka Khristova   | Bulgária          | 65.62 m |
| 5    | Gisela Beyer          | Alemanha Oriental | 65.26 m |
| 6    | Zdenka Šilhavá        | Tchecoslováquia   | 64.32 m |
| 7    | Ria Stalman           | Países Baixos     | 63.76 m |
| 8    | Meg Ritchie           | Reino Unido       | 62.50 m |

## Arremesso do peso
| Pos. | Atleta            | País              | Marca   |
| ---- | ----------------- | ----------------- | ------- |
| 1    | Edward Sarul      | Polónia           | 21.39 m |
| 2    | Ulf Timmermann    | Alemanha Oriental | 21.16 m |
| 3    | Remigius Machura  | Tchecoslováquia   | 20.98 m |
| 4    | Dave Laut         | Estados Unidos    | 20.60 m |
| 5    | Janis Bojars      | União Soviética   | 20.32 m |
| 6    | Udo Beyer         | Alemanha Oriental | 20.09 m |
| 7    | Alessandro Andrei | Itália            | 20.07 m |
| 8    | Aulis Akonniemi   | Finlândia         | 19.85 m |

| Pos. | Atleta             | País               | Marca   |
| ---- | ------------------ | ------------------ | ------- |
| 1    | Helena Fibingerová | Tchecoslováquia    | 21.05 m |
| 2    | Helma Knorscheidt  | Alemanha Oriental  | 20.70 m |
| 3    | Ilona Slupianek    | Alemanha Oriental  | 20.56 m |
| 4    | Nunu Abashidze     | União Soviética    | 20.55 m |
| 5    | Natalya Lisovskaya | União Soviética    | 20.02 m |
| 6    | Mihaela Loghin     | Roménia            | 19.85 m |
| 7    | Claudia Losch      | Alemanha Ocidental | 19.72 m |
| 8    | Elena Sarría       | Cuba               | 19.47 m |

## Lançamento do martelo
| Pos. | Atleta            | País               | Marca   |
| ---- | ----------------- | ------------------ | ------- |
| 1    | Sergey Litvinov   | União Soviética    | 82.68 m |
| 2    | Yuriy Sedykh      | União Soviética    | 80.94 m |
| 3    | Zdzisław Kwaśny   | Polónia            | 79.42 m |
| 4    | Igor Nikulin      | União Soviética    | 79.34 m |
| 5    | Gunther Rodehau   | Alemanha Oriental  | 77.08 m |
| 6    | Klaus Ploghaus    | Alemanha Ocidental | 76.96 m |
| 7    | Karl-Hans Riehm   | Alemanha Ocidental | 76.92 m |
| 8    | Emanuil Dyulgerov | Bulgária           | 76.64 m |

## Decatlo/Heptatlo
| Pos. | Atleta            | País               | Marca    |
| ---- | ----------------- | ------------------ | -------- |
| 1    | Daley Thompson    | Reino Unido        | 8666 pts |
| 2    | Jürgen Hingsen    | Alemanha Ocidental | 8561 pts |
| 3    | Siegfried Wentz   | Alemanha Ocidental | 8478 pts |
| 4    | Uwe Freimuth      | Alemanha Oriental  | 8433 pts |
| 5    | Stefan Niklaus    | Suíça              | 8212 pts |
| 6    | Aleksandr Nevskiy | União Soviética    | 8201 pts |
| 7    | Torsten Voss      | Alemanha Oriental  | 8167 pts |
| 8    | Steffen Grummt    | Alemanha Oriental  | 8149 pts |

| Pos. | Atleta              | País               | Marca    |
| ---- | ------------------- | ------------------ | -------- |
| 1    | Ramona Neubert      | Alemanha Oriental  | 6714 pts |
| 2    | Sabine Paetz-John   | Alemanha Oriental  | 6662 pts |
| 3    | Anke Vater-Behmer   | Alemanha Oriental  | 6532 pts |
| 4    | Sabine Everts       | Alemanha Ocidental | 6398 pts |
| 5    | Valentina Dimitrova | Bulgária           | 6362 pts |
| 6    | Yekaterina Smirnova | União Soviética    | 6321 pts |
| 7    | Glynis Nunn         | Austrália          | 6195 pts |
| 8    | Tineke Hidding      | Países Baixos      | 6155 pts |

## Legenda
- WR: Recorde do mundo
- RN: Recorde nacional
- DNF: Abandono